# The Years of Decay
| 전문가 평가 | 전문가 평가 |
| 평가 점수   | 평가 점수   |
| 출처        | 점수        |
| ----------- | ----------- |
| AllMusic    | [ 1 ]       |

《The Years of Decay》는 1989년 10월 13일, 애틀랜틱과 메가포스 레코드를 통해 발매된 미국의 스래시 메탈 밴드
오버킬의 네 번째 스튜디오 음반이다. 이 음반은 기타리스트 바비 구스타프슨이 참여한 마지막 오버킬 음반으로, 그는 자신과 창립 멤버인 바비 엘스워스 (보컬)와 D. D. 버니 (베이스) 사이의 불화 속에서 떠났거나 밴드에 의해 해고되었다. 《The Years of Decay》는 또한 후속 음반인 《Horerscope》 (1991년)에서 같은 역할을 맡은 테리 데이트가 프로듀싱한 두 개의 오버킬 음반 중 첫 번째 음반이기도 하다.

## 투어 및 홍보
오버킬은 1989년 11월, 울프스베인과 다크 엔젤이 지원하는 헤드라인 미국 트레킹으로 시작하여 거의 8개월 동안 《The Years of Decay》를 지원하는 투어를 보냈다. 밴드는 1990년 상반기를 음반을 지원하기 위해 쉴 새 없이 투어하며 보냈고, 유럽 투어에서 오버킬을 지원하기도 한 파워매드와 모더드가 지원하는 이스트 코스트 투어로 시작했다. 밴드는 1990년 3월과 4월에 바이오렌스와 액셀로 미국 투어를 했고, 5월에는 일본에서 3회 공연을 했고, 그 다음 달에는 또 다른 미국 투어를 했다.

## 곡 목록
모든 곡들은 오버킬에 의해 작사/작곡하였다.
| #  | 제목                                  | 재생 시간 |
| -- | ------------------------------------- | --------- |
| 1. | 〈Time to Kill〉                      | 6:16      |
| 2. | 〈Elimination〉                       | 4:35      |
| 3. | 〈I Hate〉                            | 3:46      |
| 4. | 〈Nothing to Die For〉                | 4:22      |
| 5. | 〈Playing with Spiders/Skullkrusher〉 | 10:15     |
| 6. | 〈Birth of Tension〉                  | 5:04      |
| 7. | 〈Who Tends the Fire〉                | 8:12      |
| 8. | 〈The Years of Decay〉                | 7:58      |
| 9. | 〈E.vil N.ever D.ies〉                | 5:49      |